# Cappella di Santa Caterina (Varazze)
La cappella di Santa Caterina è un edificio religioso sito alla confluenza stradale tra via Beato Giacomo e via Costa su una collina, tra un gruppetto di case, nella frazione di Casanova a Varazze, in provincia di Savona.

## Storia e descrizione

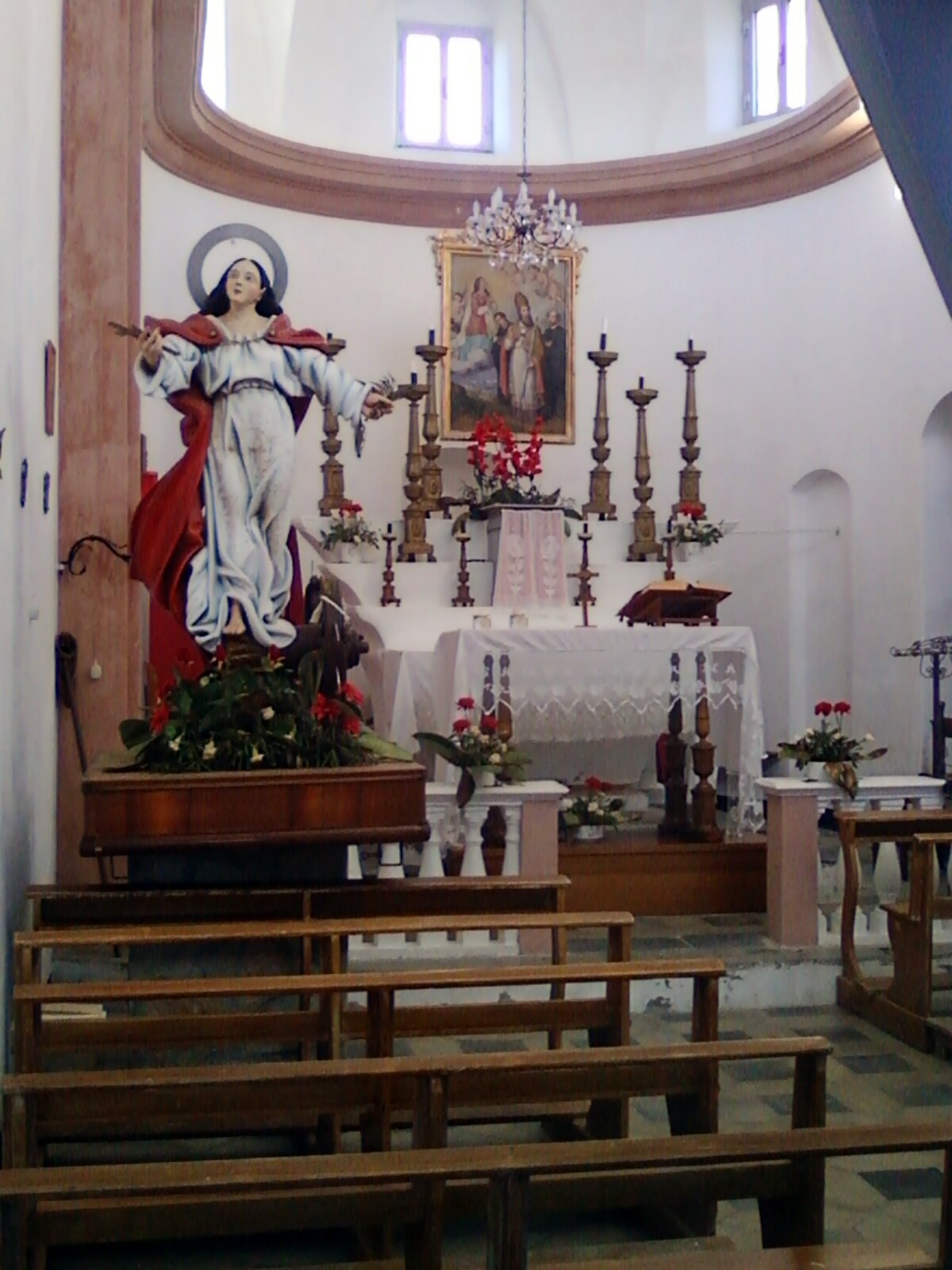
L'interno

La cappella è a navata unica con piccolo campanile sulla destra della facciata. Non presenta decorazioni o tele di rilievo all'interno. L'unico altare, quello maggiore, è stato realizzato in pietra e calce e dietro di esso si nota un'immagine del Beato Jacopo. Vi è conservata anche una interessante statua lignea di Santa Caterina d'Alessandria databile alla fine del XVIII secolo.
La facciata, semplice e severa, è movimentata da un rosone trilobato sotto al quale trova posta in una nicchia una statua del Beato Jacopo che era originario della zona. Sorge infatti a qualche centinaio di metri di distanza la cappella sul luogo della casa natale.